# Karel Leysen
Karel Leysen (Farciennes, 4 augustus 1925) is een Belgisch wielrenner die in de periode 1945-1953 als professional actief was.

## Overwinningen
- 1948 – Ronde van Limburg (België) voor de broers Stan en Pol Verschueren
- 1951 – Acht van Chaam
- 1951 – criterium van Gullegem (België)
- 1951 – criterium van Mechelen (België)
- 1951 – criterium van Mortsel (België)
- 1951 – criterium van Rijkevorsel (België)

## Resultaten in voornaamste wedstrijden
| Jaar | Ronde van Italië | Ronde van Frankrijk | Ronde van Spanje |
| ---- | ---------------- | ------------------- | ---------------- |
| 1948 | opgave           |                     |                  |

| Jaar | Parijs-Roubaix |
| ---- | -------------- |
| 1948 | 43e            |